# Bas Plaisier
Bastiaan (Bas) Plaisier (Hendrik-Ido-Ambacht, 19 juli 1946) is een Nederlandse theoloog, predikant en zendeling. Tot medio 2008 was hij scriba (secretaris) van de Protestantse Kerk in Nederland (PKN).

## Levensloop
Plaisier komt voort uit een familie die lid was van de Gereformeerde Gemeente. Hij wilde onderwijzer worden en bezocht de mulo in Zwijndrecht. Op de christelijke kweekschool in Dordrecht veranderde die ambitie in de wens theoloog te worden. Nadat hij zijn hoofdakte voor onderwijzer had behaald, ging hij daarom Grieks en Latijn leren in Doorn om toegelaten te worden tot de studie theologie aan de Rijksuniversiteit Utrecht. Als theologiestudent raakte hij in grote mate beïnvloed door de Nederlandse Hervormde theoloog Arnold van Ruler, die destijds aan deze universiteit als hoogleraar dogmatiek en christelijke ethiek was verbonden. Deze hield er een op theocratische leest geschoeide opvatting op na die erop neerkomt dat het nastreven van het eigen zielenheil en maatschappelijke betrokkenheid een eenheid dienen te vormen omdat beide deel uitmaken van één werkelijkheid waarover God de leiding heeft.
Na zijn studie werkte Plaisier bij de Gereformeerde Zendingsbond (GZB) in de Nederlands Hervormde Kerk. In 1977 vertrok hij naar Celebes om daar de Toraja-predikanten te onderrichten. In 1984 keerde hij terug naar Nederland en werd predikant in Den Haag-Moerwijk, waar hij betrokken raakte bij een fusie tussen twee plaatselijke Nederlandse Hervormde kerken met een lokale Gereformeerde Kerk.
In 1993 promoveerde hij aan de Rijksuniversiteit Utrecht bij hoogleraar Jan Jongeneel op het proefschrift Over bruggen en grenzen. De communicatie van het evangelie in het Torajagebied (1913 - 1942).
In 1997 werd Plaisier gekozen tot scriba van de Nederlandse Hervormde Kerk. Vanaf 1999 verrichtte hij dezelfde functie voor de Samen op Weg-kerken, de samenwerking van hervormden en ('gewone') gereformeerden. In 2002 sprak hij de wens uit deze kerken helemaal verenigd te willen zien. Die eenheid (waar ook de luthersen deel van uitmaken) kwam er op 12 december 2003, toen Plaisier in de Jacobikerk in Utrecht de historische woorden sprak: "De Protestantse Kerk in Nederland is een feit. Goddank." Deze uitspraak kwam hem echter ook op kritiek te staan van tegenstanders van het fusieproject.
Op 6 juni 2008 nam hij in de Dom van Utrecht afscheid als scriba van de PKN. Daarbij werd hij onderscheiden met een ridderorde, die van Officier in de Orde van Oranje-Nassau. Hij werd op 7 juni afgelost door Arjan Plaisier, eveneens zendingstheoloog maar geen familie. Bas Plaisier gaat zijn oude stiel weer oppakken, hij zal zich gaan bezighouden met missionaire werkzaamheden. Zo reisde hij namens Kerk in Actie (het missionaire en diaconale onderdeel van de PKN) in augustus 2008 naar de Volksrepubliek China af om aldaar de contacten met inheemse christenen te verstevigen en - eveneens in het kader van de versterking van deze band - om te bestuderen hoe de snelle groei van het christendom in dat land in zijn werk gaat. Plaisier zei zich bij zijn contacten te zullen beperken tot de Driezelfkerk, de nationale en officiële kerk van China. Over zijn bezoek(en) aan China schreef hij veel columns voor het Nederlands Dagblad. In december 2010 kreeg Plaisier een aanstelling als docent missiologie en oecumene aan het Lutheran Theological Seminary in de Chinese stad Hongkong.
- Gemeinsame Normdatei: 172750660
- International Standard Name Identifier: 0000 0000 3193 3381
- Library of Congress Control Number: n94035146
- Nederlandse Thesaurus van Auteursnamen: 113794223
- Virtual International Authority File: 68156430
- WorldCat: E39PBJyxmptCFBTf7VKFCKvj4q